# 198 v.Chr.
Het jaar 198 v.Chr. is een jaartal volgens de christelijke jaartelling.

## Gebeurtenissen

### Italië
- In Rome worden Titus Quinctius Flamininus en Sextus Aelius Paetus Catus benoemd tot consul van het Imperium Romanum.
- Titus Quinctius Flamininus wordt door de Senaat benoemd tot proconsul en opperbevelhebber van het Romeinse leger in Macedonië.

### Midden-Oosten
- Slag bij Panium: Antiochus III de Grote verslaat bij de rivier de Jordaan het Ptolemaeïsche leger en verovert Palestina. Rome stuurt afgezanten naar Ptolemaeus V Epiphanes, om hem te overtuigen een vredesverdrag te sluiten met het Seleucidische Rijk.
- De Seleuciden verdrijven de Egyptenaren uit Juda.

### Griekenland
- Philippus V van Macedonië wordt in Albanië door de Romeinen in de Slag bij de Aous verslagen. Het Macedonische leger trekt zich terug naar Thessalië, Philippus V begint met Rome vredesonderhandelingen.
- Titus Quinctius Flamininus belegert tevergeefs Atrax, de Romeinse vloot beschermt Piraeus en verovert op Euboea de handelsstad Eretria.
- In Thracië wordt Abdera een vrijstad onder Romeinse hegemonie, Rodos eist dat Philippus V zijn veldtocht beëindigt in Klein-Azië.

## Azië
- Het Hanrijk van keizer Liu Bang erkent de militaire macht van de Xiongnu en in de "Vrede van verwantschap" wordt bepaald dat de Han een jaarlijkse belasting

in zijde, laken en graan zullen betalen.